# Sénat (Belgique)
Pour les autres articles nationaux ou selon les autres juridictions, voir Sénat.
Législature 2024-2029
Palais de la Nation
Le Sénat (en néerlandais : Senaat ; en allemand : Senat) est une des deux chambres du Parlement fédéral belge — l'autre étant la Chambre des représentants. Il siège au palais de la Nation.

## Histoire
À l'origine, le Sénat servait de contrepoids conservateur à la Chambre des représentants. Pour être éligible, il fallait être âgé de 40 ans et payer 1 000 florins (c'est-à-dire 2 116 francs de l'époque) d'impôt, ce qui signifie que dans les années 1830, seules 400 personnes pouvaient être élues. Dans la pratique, pendant longtemps il ne se trouva personne dans la province du Luxembourg pour atteindre ce seuil très élevé. Lors de l'élaboration de la constitution, le Congrès national avait cependant prévu un nombre minimum d'éligibles (un par 6 000 habitants pour chaque province), en recourant aux personnes les plus fortunées de la province. Les sénateurs étaient élus pour huit ans. Les élections avaient lieu tous les 4 ans et concernaient la moitié des sénateurs.

## Composition

### Historique
Jusqu'en 1995, le Sénat est composé de 184 sénateurs, dont 106 élus au scrutin direct, 52 issus des conseils provinciaux et 26 cooptés. Entre 1995 et 2014, l'assemblée comprend 71 sénateurs, sans compter les sénateurs de droit : jusqu'en 2014, les enfants du Roi — ou, à leur défaut, par l'article 72, les descendants belges de la branche de la famille royale appelée à régner — pouvaient devenir membres de l'assemblée. Ils devaient avoir 18 ans et avoir prêté serment devant le Sénat. Cette disposition est abrogée en 2010 et prend effet à partir du renouvellement intégral du Sénat le 25 mai 2014.
À la suite de la réforme de l'État de 2012 et à partir des élections législatives fédérales de 2014, le Sénat compte 60 membres, représentant pour la plupart les parlements des entités fédérées. Les parlements de Communauté et de Région envoient ainsi un total de 50 membres sur la base de leurs résultats électoraux. Ces sénateurs de Communautés et de Région cooptent ensuite 10 sénateurs sur la base des résultats électoraux obtenus à la Chambre des représentants. 

### Répartitions des sièges
Les 60 sénateurs se répartissent comme suit :
- 50 sénateurs issus des entités fédérées. Leur répartition entre partis politiques se fait sur base des résultats électoraux obtenus par ces partis lors des élections régionales et communautaires.
  - 29 sénateurs désignés par le parlement flamand en son sein ou au sein du groupe linguistique néerlandophone du parlement de la Région de Bruxelles-Capitale. Un d'entre eux doit être domicilié à Bruxelles le jour de son élection mais il peut également s'agir d'un membre bruxellois du Parlement flamand.
  - 20 sénateurs francophones :
    - 10 sénateurs désignés par le parlement de la Communauté française dont 7 wallons et 3 bruxellois (l'un d'eux pouvant, le cas échéant, être uniquement membre du groupe linguistique francophone du parlement bruxellois mais pas du parlement de la Communauté française).
    - 8 sénateurs désignés par le Parlement de Wallonie en son sein.
    - 2 sénateurs désignés par le groupe linguistique francophone de la Région de Bruxelles-Capitale.

  - 1 sénateur désigné par le parlement de la Communauté germanophone.
- 10 sénateurs cooptés : 6 néerlandophones cooptés par les 29 sénateurs néerlandophones et 4 sénateurs cooptés par les 20 sénateurs francophones. Ces 10 sénateurs sont répartis entre les partis politiques en fonction des chiffres électoraux obtenus par ces partis lors de l'élection des députés à la Chambre des représentants.

Il ne peut y avoir plus de deux tiers de sénateurs du même sexe, soit au moins 20 hommes et 20 femmes.

## Compétences
Avant la révision de la Constitution en 1993, la Chambre des représentants et le Sénat avaient les mêmes pouvoirs et une loi devait être votée et adoptée dans les deux assemblées, les sénateurs étant en moyenne plus âgés (âge minimal : 40 ans) et plus expérimentés que les députés (âge minimal : 25 ans).
Depuis 1993, ce n'est plus le cas. 
Le Sénat exerce encore certaines compétences sur un pied d'égalité avec la Chambre dans un nombre limité de matières, réparties en 3 grands domaines : le domaine institutionnel, le domaine international et le domaine juridictionnel. On parle à cet égard de bicaméralisme intégral ou parfait (article 77 de la Constitution). 
Dans les autres domaines il peut encore discuter de la loi et proposer des modifications mais c'est à la Chambre des représentants qu'appartient le pouvoir du dernier mot. On parle alors de bicaméralisme virtuel ou imparfait (article 78 de la Constitution).
Enfin, il existe quelques matières où seule la Chambre est compétente. Ces matières sont énumérées à l'article 74 de la Constitution, il s'agit des lois de budgets et des lois de comptes, de la fixation du contingent de l'armée, des règles relatives à la responsabilité civile et pénale des ministres fédéraux et l'octroi des naturalisations.
La deuxième phase de la sixième réforme de l'État votée le 6 janvier 2014 prévoit une nouvelle diminution des compétences sénatoriales après les élections fédérales et fédérées du 25 mai 2014. La catégorie résiduaire - jusqu'alors celle des lois bicamérales virtuelles - devient celle des lois monocamérales pour lesquelles la Chambre des représentants est seule compétente à l'exclusion du Sénat (art. 74 de la Constitution). Les lois bicamérales virtuelles ont ainsi été limitativement énumérées et a fortiori réduites (art. 78 de la Constitution) et les lois bicamérales intégrales ont elles aussi été réduites (art. 77 de la Constitution). Ainsi, le Sénat reste compétent sur pied d'égalité avec la Chambre principalement pour tout ce qui concerne la forme de l'État. Toutefois, pour le reste, un Gouvernement ne doit plus disposer de majorité au Sénat s'il ne veut pas de réforme de l'État étant donné la réduction des compétences sénatoriales. Cette diminution du travail des sénateurs s'accompagne d'une diminution des séances, prévues à huit par an dans le règlement de Haute Assemblée. Par ailleurs, le Sénat est désormais, en vertu de la Constitution révisée le 6 janvier 2014, un « organe non permanent ».

## Féminisation
En 1921, Marie Janson devient la première femme sénatrice de l'histoire de la Belgique.